# Limnonectes mawphlangensis
Limnonectes mawphlangensis és una espècie de granota que viu a l'Índia i, possiblement també, a Bhutan i Nepal.